# Arendal

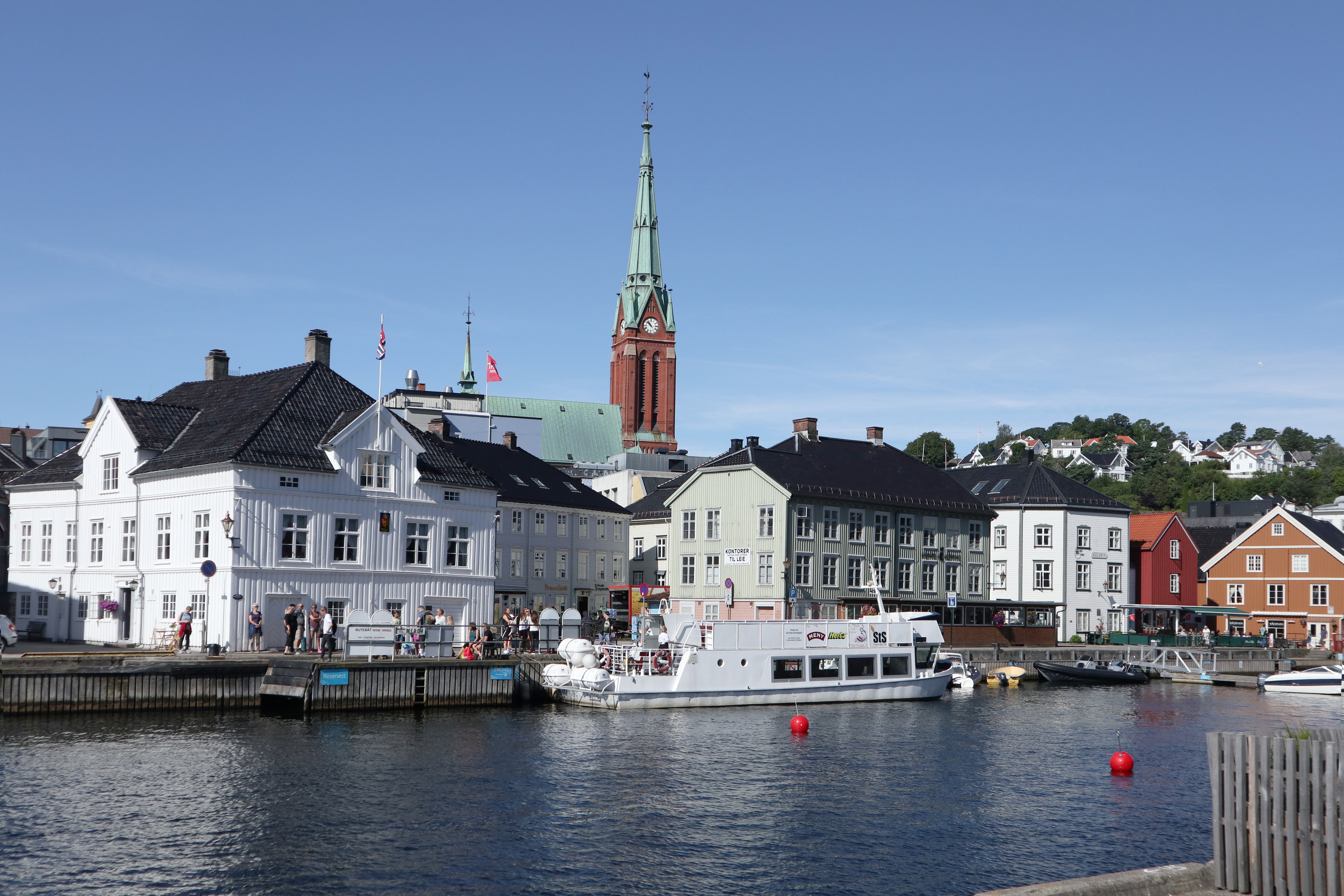
Tyholmen.

Arendal est une kommune norvégienne située dans le comté d’Agder, dans la région du Sørlandet. Elle compte 46 355 habitants en 2024, pour une superficie de 255 km2. 
La ville portuaire du même nom, Arendal, est le centre administratif du comté. En 2023, sa population est de 44 900 habitants. 86% de l'agglomération se situe dans le comté d'Arendal, les 14% restant sont dans le comté de Grimstad.

## Géographie
Arendal est sur la côte sud-ouest de la Norvège, au bord du détroit de Skagerrak.
La kommune est le topotype du l'espèce minérale babingtonite, documentée pour la première fois en 1824.

## Histoire
Le nom Arendall est mentionné pour la première fois dans un compte datant de 1528, mais 1723 est considéré comme l'année de fondation de la ville.
Grâce à un accès à la forêt et à la mer, le fret maritime, la construction navale ainsi que le commerce du bois constituent des parts importantes de l'économie de la ville depuis le 15e siècle. La présence de minerai de fer dans la zone fit aussi d'Arendal l'un des plus grands districts miniers de Norvège[Quand ?].

## Politique
Depuis 2015, le maire d'Arendal est Robert Cornels Nordli, du parti travailliste. Il a été réélu en 2019 et 2023. 
Le conseil municipal est élu tous les quatre ans et comporte 39 membres.  
| Parti                                                  | Nombre de représentants |
| ------------------------------------------------------ | ----------------------- |
| Parti travailliste (Arbeiderpartiet)                   | 13                      |
| Parti du progrès (Fremskrittspartiet)                  | 7                       |
| Parti conservateur (Høyre)                             | 7                       |
| Parti socialiste de gauche (Sosialistisk Venstreparti) | 5                       |
| Parti populaire chrétien (Kristelig Folkeparti)        | 2                       |
| Parti des retraités (Pensjonistpartiet)                | 1                       |
| Rouge (Rødt)                                           | 1                       |
| Parti du centre (Senterpartiet)                        | 1                       |
| Venstre (Venstre)                                      | 1                       |
| Helsepartiet (no)                                      | 1                       |

## Monuments et lieux touristiques
Le quartier de Tyholmen, dans le centre-ville, arbore plusieurs maisons en bois datant du XVIIe siècle. Ces bâtiments sont les seuls à avoir échappé aux grands incendies que la ville connut au cours du XIXe siècle. Ces maisons, autrefois, n’étaient pas séparées par des rues mais par des canaux.
Le quartier de Pollen abrite le vieux port d'Arendal, et constitue par conséquent le cœur de la ville. Cet endroit très commerçant accueille de nos jours un marché aux poissons et aux crabes, des pubs et des restaurants.

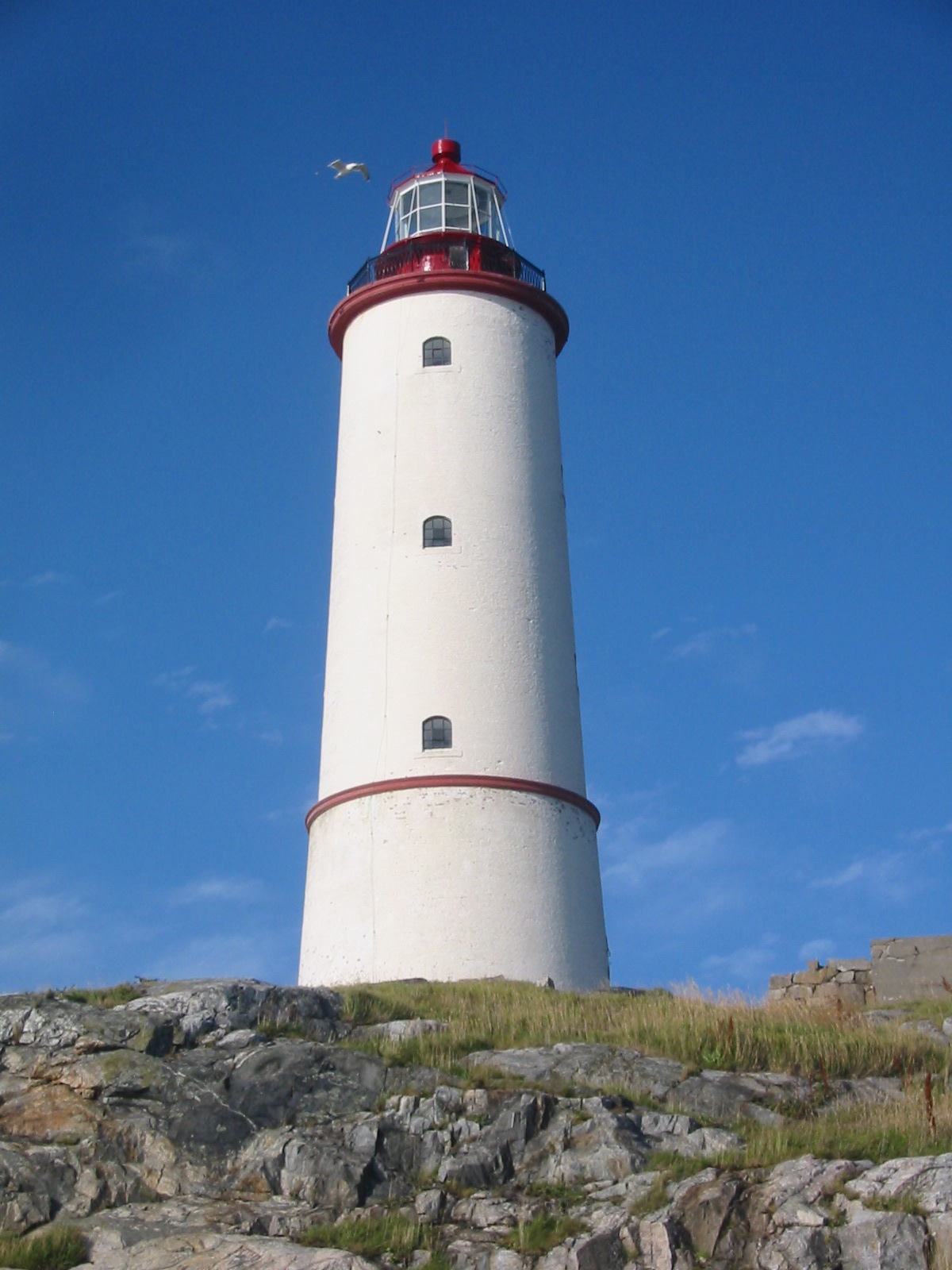
Le phare de Lille Torungen.

Le phare de « Lille Torungen » (« petit Torungen »), d’une hauteur de 28,9 mètres, est situé sur une petite île en face d'Arendal. Il fut installé en même temps que le « Store Torungen », plus au large, afin de lui servir de relais visuel. Ce phare, qui peut être visité, n’est plus en service depuis 1914.
Le phare de « Store Torungen » (« grand Torungen »), d'une hauteur de 34,3 mètres, est situé sur une île au large d’Arendal. Toujours en service à l'heure actuelle, il fut édifié en 1844, puis raccordé à l'électricité en 1914. Il est accessible par un trajet d'une heure en bateau depuis Arendal. 
L'île de Merdø, l'une des plus éloignées de la côte, est proche du Skagerrak. L'endroit est un vieux port d’attache. On y trouve un musée et plusieurs plages. Un service régulier assure en été la liaison entre l'île et le vieux port d’Arendal.

## Culture
La société de théâtre amateur Arendal Dramatiske Selskab (no), fondée en 1796, est la plus ancienne association de la ville.
Le musée KUBEN, qui présente la culture et de l'histoire de la région de Aust-Agder, est l'un des plus vieux de Norvège.
Depuis 1996, la ville accueille tous les ans Canal Street (en), un festival de jazz et de blues.

## Personnalités
- Jens Munk (1579-1628), explorateur.
- Sam Eyde (1866-1940), fondateur des multinationales Norsk Hydro et Elkem.
- Lilly Bølviken (1914-2011), première femme dans la Cour suprême de Norvège.
- Signe Marie Stray Ryssdal (1924-2019), femme politique, est morte à Arendal.
- Monica Knudsen (1975-), footballeuse, championne olympique.
- Marte Olsbu Røiseland (1990 - ), biathlète et triple championne olympique.
- Lisa Børud (1996-), chanteuse et danseuse.

## Jumelages
Les villes suivantes sont jumelées avec Arendal :
| Ville      | Région           | Pays     |
| ---------- | ---------------- | -------- |
| Árborg     | Suðurland        | Islande  |
| Kalmar     | Comté de Kalmar  | Suède    |
| Mwanza     | Région de Mwanza | Tanzanie |
| Rēzekne    | Latgale          | Lettonie |
| Savonlinna | Savonie du Sud   | Finlande |
| Silkeborg  | Jutland central  | Danemark |